# Saint-Joseph-de-Lepage
Pour les articles homonymes, voir Saint-Joseph.
Saint-Joseph-de-Lepage est une municipalité de paroisse à vocations agricole et forestière de la province de Québec, au Canada,  située dans la municipalité régionale de comté de La Mitis, au Bas-Saint-Laurent.

## Toponymie
Le toponyme de Saint-Joseph-de-Lepage rappelle la seigneurie Lepage-et-Thibierge qui couvrait autrefois le territoire de la municipalité et qui donna aussi son nom au canton de Lepage. Saint Joseph fut l'époux de Marie, la Sainte Vierge, qui enfanta Jésus-Christ. La partie au sud-est du territoire de Saint-Joseph-de-Lepage fut appelé autrefois Village Saint-Joseph.
Les gentilés sont appelés Lepageois et Lepageoises.

## Histoire
Le territoire qu'occupe la municipalité de paroisse de Saint-Joseph-de-Lepage fut d'abord concédé à Gabriel Thivierge et à Louis Lepage et pris l'appellation de seigneurie de Lepage-et-Thivierge. Plus tard, cette seigneurie deviendra la seigneurie de Rimouski qui a longtemps appartenu à la famille Lepage. La paroisse de Saint-Joseph-de-Lepage est érigée canoniquement le 21 avril 1873. La municipalité de Saint-Joseph-de-Lepage a été créée officiellement le 29 septembre 1873 par détachement de Sainte-Flavie. Le presbytère a été construit en 1873. L'église en bois a été bâtie en 1875. La caisse populaire est fondée le 7 mars 1940. 

## Géographie
Saint-Joseph-de-Lepage est situé sur le versant sud du fleuve Saint-Laurent à 350 km au nord-est de Québec et à 360 km à l'ouest de Gaspé.  Les villes importantes près de Saint-Joseph-de-Lepage sont Rimouski à 40 km au sud-ouest et Mont-Joli à 5 km au nord-ouest.

### Hydrographie
La rivière Mitis délimite le nord-est de la municipalité de Saint-Joseph-de-Lepage en coulant vers le nord-est. Il y a plusieurs petits lacs sur le territoire de Saint-Joseph-de-Lepage dont le lac du Gros Ruisseau. 

## Démographie
| 1996 | 2001 | 2006 | 2011 | 2016 | 2021 |
| ---- | ---- | ---- | ---- | ---- | ---- |
| 613  | 586  | 545  | 527  | 523  | 590  |

La population de Saint-Joseph-de-Lepage était de 527 habitants en 2011 et de 545 habitants en 2006.  Cela correspond à une décroissance de 7 % en cinq ans. 1,9 % de la population de Saint-Joseph-de-Lepage a l'anglais en tant que langue maternelle; la majorité ayant le français. De plus, 25,6 % de la population maitrise les deux langues officielles du Canada.
24,7 % de la population âgée de 15 ans et plus de Saint-Joseph-de-Lepage n'a aucun diplôme d'éducation. 51,7 % de cette population n'a que le diplôme d'études secondaires ou professionnelles. Il n'y a personne à Saint-Joseph-de-Lepage qui possède un diplôme universitaire. Tous les habitants de Saint-Joseph-de-Lepage ont effectué leurs études à l'intérieur du Canada.

## Administration
Les élections municipales ont lieu tous les quatre ans et s'effectuent en bloc sans division territoriale.
| Saint-Joseph-de-Lepage Maires depuis 2001                                                                            |                     |         |          |
| Élection | Maire               | Qualité | Résultat |
| 2001 | Réginald Morissette |         | Voir     |
| 2005 | Réginald Morissette | Voir    |          |
| 2009 | Réginald Morissette | Voir    |          |
| 2013 | Réginald Morissette | Voir    |          |
| 2017 | Magella Roussel     |         | Voir     |
| 2021 | Magella Roussel     | Voir    |          |
| Élection partielle en italique Depuis 2005, les élections sont simultanées dans toutes les municipalités québécoises |                     |         |          |

## Économie
L'économie de Saint-Joseph-de-Lepage tourne principalement autour de l'agriculture et de l'industrie forestière.

## Tourisme
Saint-Joseph-de-Lepage fait partie de la région touristique de la Gaspésie dans la sous-région touristique de la vallée de la Matapédia.
Les étangs du Grand Remous sont un site d'observation ornithologique remarquable où vivent une trentaine d'espèces d'oiseaux différentes. Des sentiers pédestres totalisant 2 km sont aménagés à Saint-Joseph-de-Lepage.

## Religion

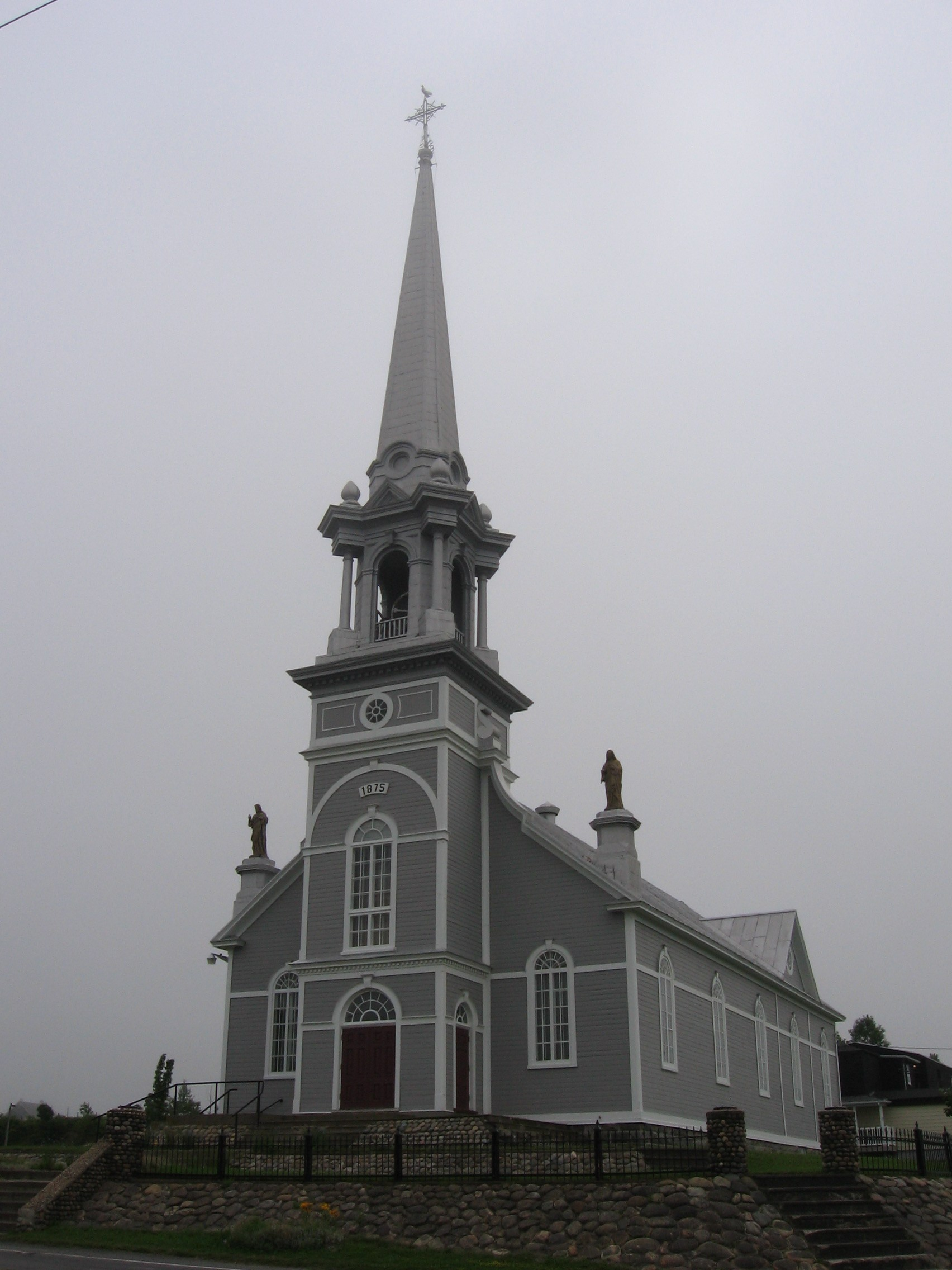
Église de Saint-Joseph-de-Lepage.

La paroisse catholique éponyme de Saint-Joseph-de-Lepage est située dans l'archidiocèse de Rimouski et, plus précisément, dans la région pastorale de La Mitis.